# Jetel luční
Jetel luční (Trifolium pratense, dříve též jetel červený) je deset centimetrů až metr vysoká, vytrvalá, dvouděložná bylina z čeledi bobovitých. Latinské jméno označuje trojlístek jeho listů.

## Popis rostliny

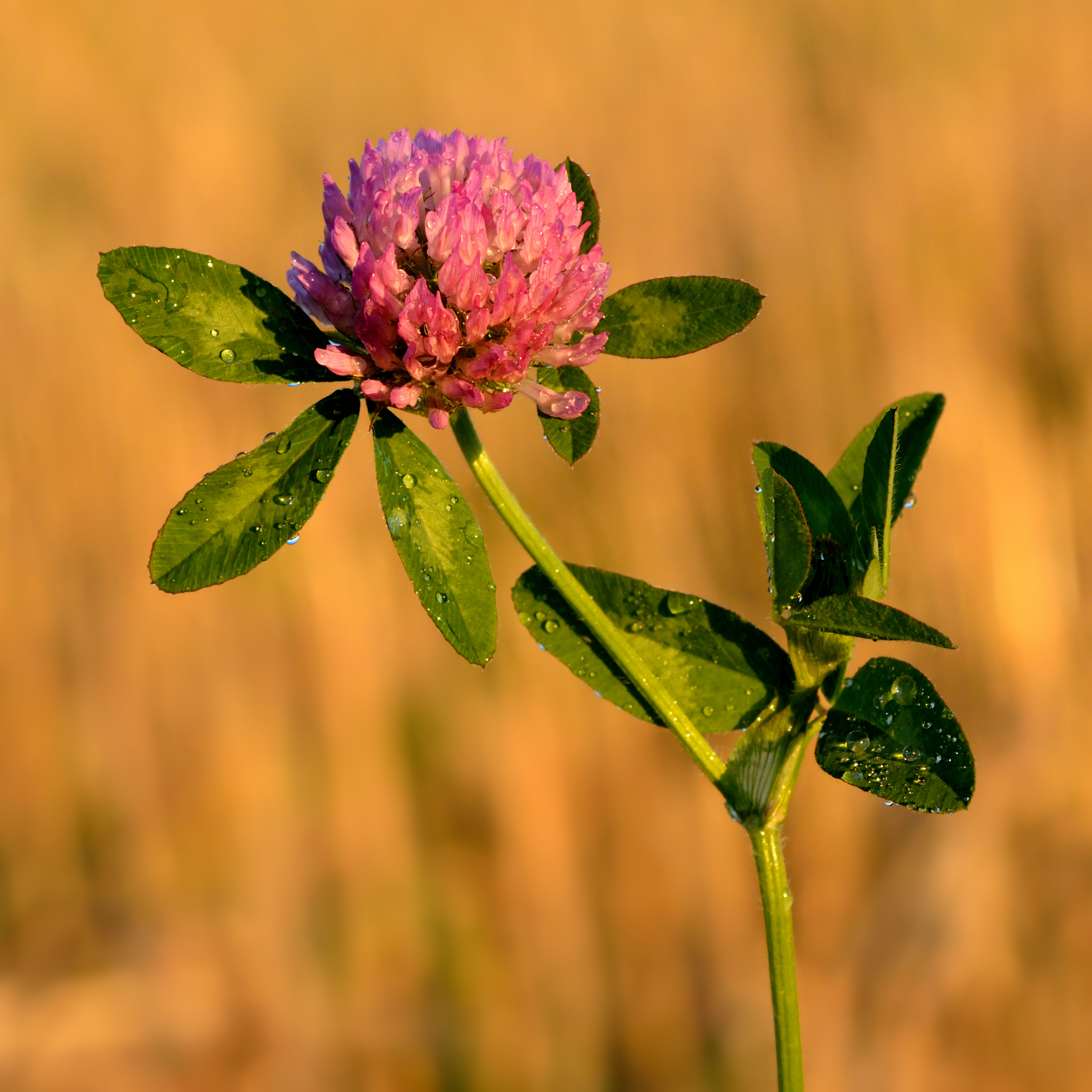

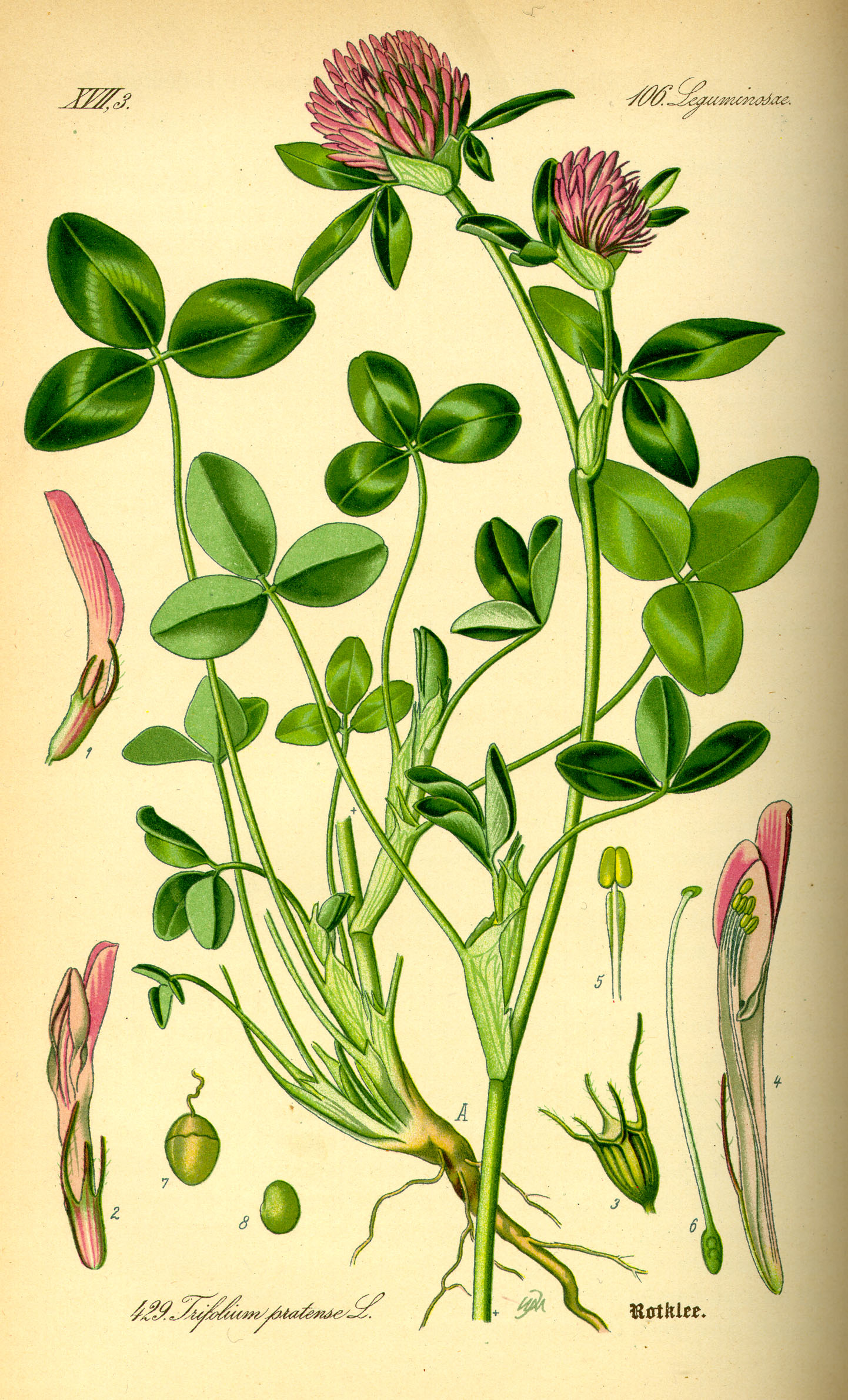
Trifolium pratense

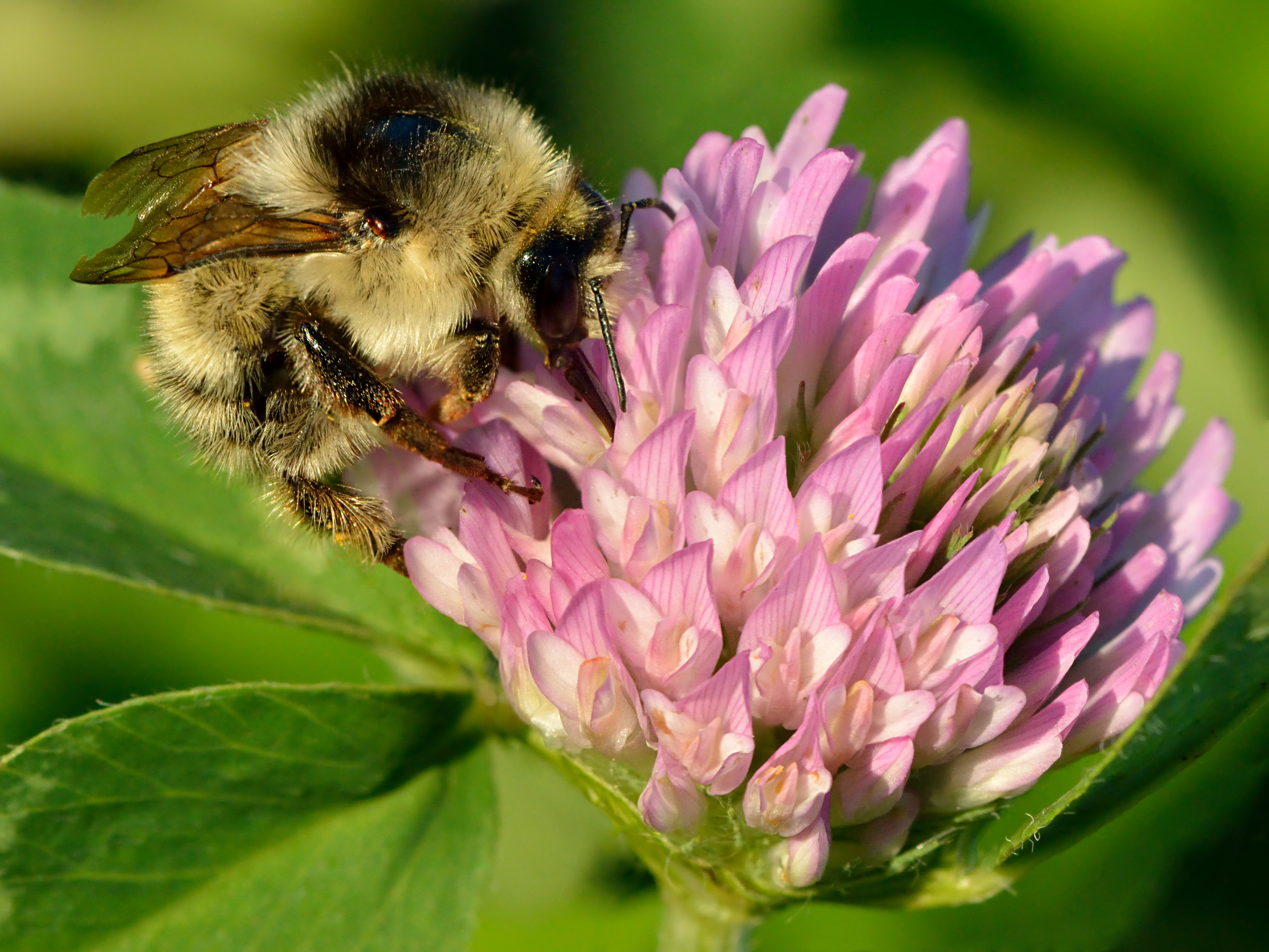

Tato bylina v půdě vytváří masivní kořenový systém. Základem je hlavní kořen, který proniká hluboko do půdy, až do dvou metrů. Z něho vyrůstá listová růžice, z které vystupují přímé větvené lodyhy. Lodyhy nesou listy, které jsou v dolní části střídavě trojčetné a dlouze řapíkaté. V horní části jsou krátce řapíkaté až přisedlé. Jednotlivé vejčité až široce elipsovité celokrajné lístky mají na líci výraznou bělavou nebo červenohnědou půlměsícovitou skvrnu. Na rubu jsou lístky místy chlupaté a beze skvrny. Ostře špičaté palisty jsou s řapíkem vysoko srostlé.
Květenství je hlávkovité, tvořené drobnými, krátce stopkatými, souměrnými oboupohlavnými pětičetnými květy. Květenství je o průměru 2–4 cm. Květy mají červené, někdy narůžovělé nebo zcela bílé korunní lístky. Vejčitě podlouhlá pavéza a úzce podlouhlá křídla jsou delší než tupý člunek. Květní hlávky jsou na spodní části zakryté velkými palisty podpůrných listů. Doba kvetení je od května do října. Pro délku korunní trubky může opylovat tuto bylinu pouze hmyz s dlouhým sosákem, především čmeláci nebo motýli.
Plodem je nepukavý jednosemenný lusk, pevně uzavřený v kalichu. Semena jsou nepravidelně ledvinovitá až 2,5 mm dlouhá. V obrysu mají výrazný kořínek vyznačený rýhou. Jsou hladká, lesklá, žlutě až fialově zbarvená. Semena se při výmlatu z lusku obtížně uvolňují.
Bylina se nejčastěji vyskytuje na loukách a pastvinách.

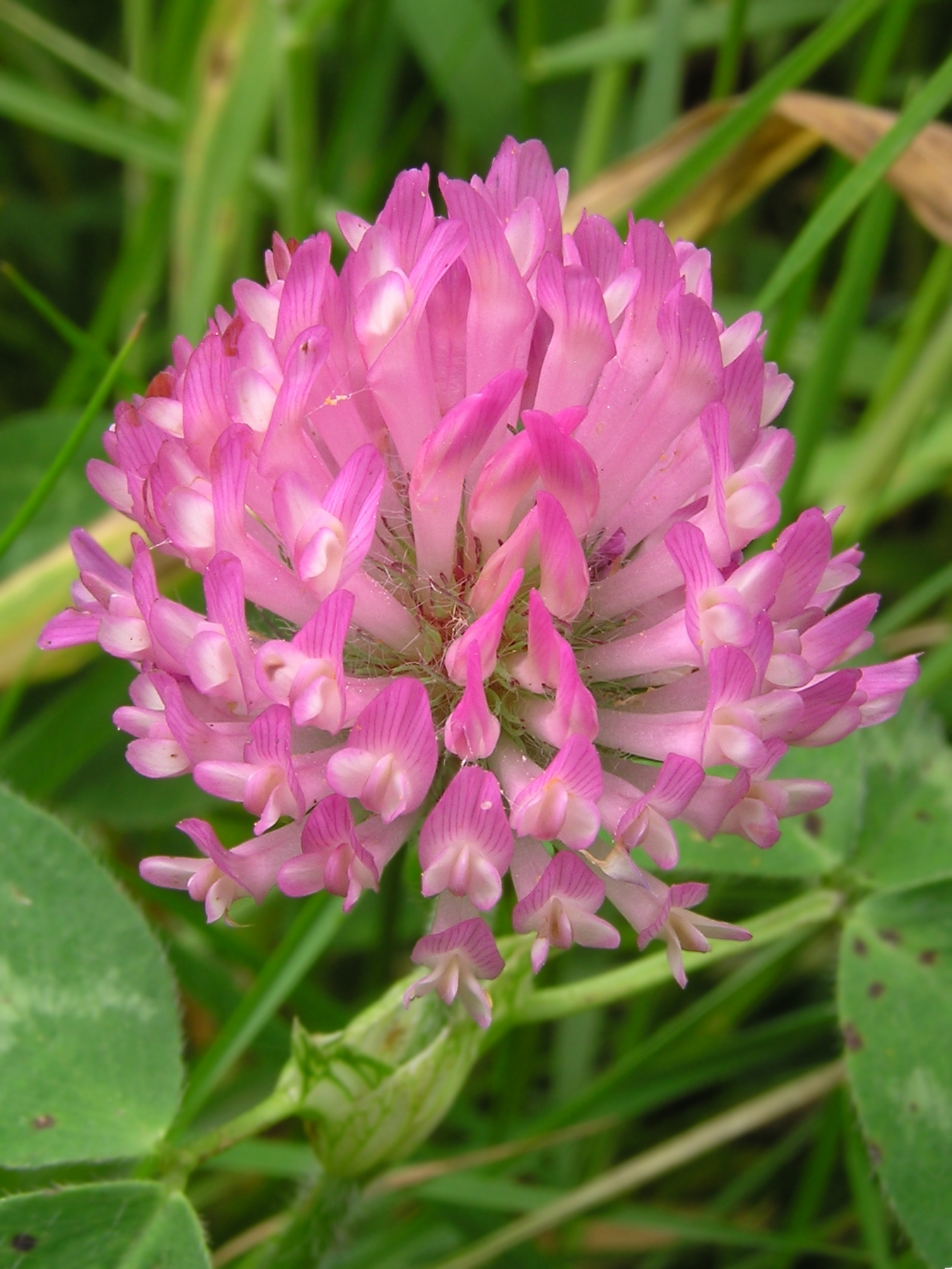
Detail květu
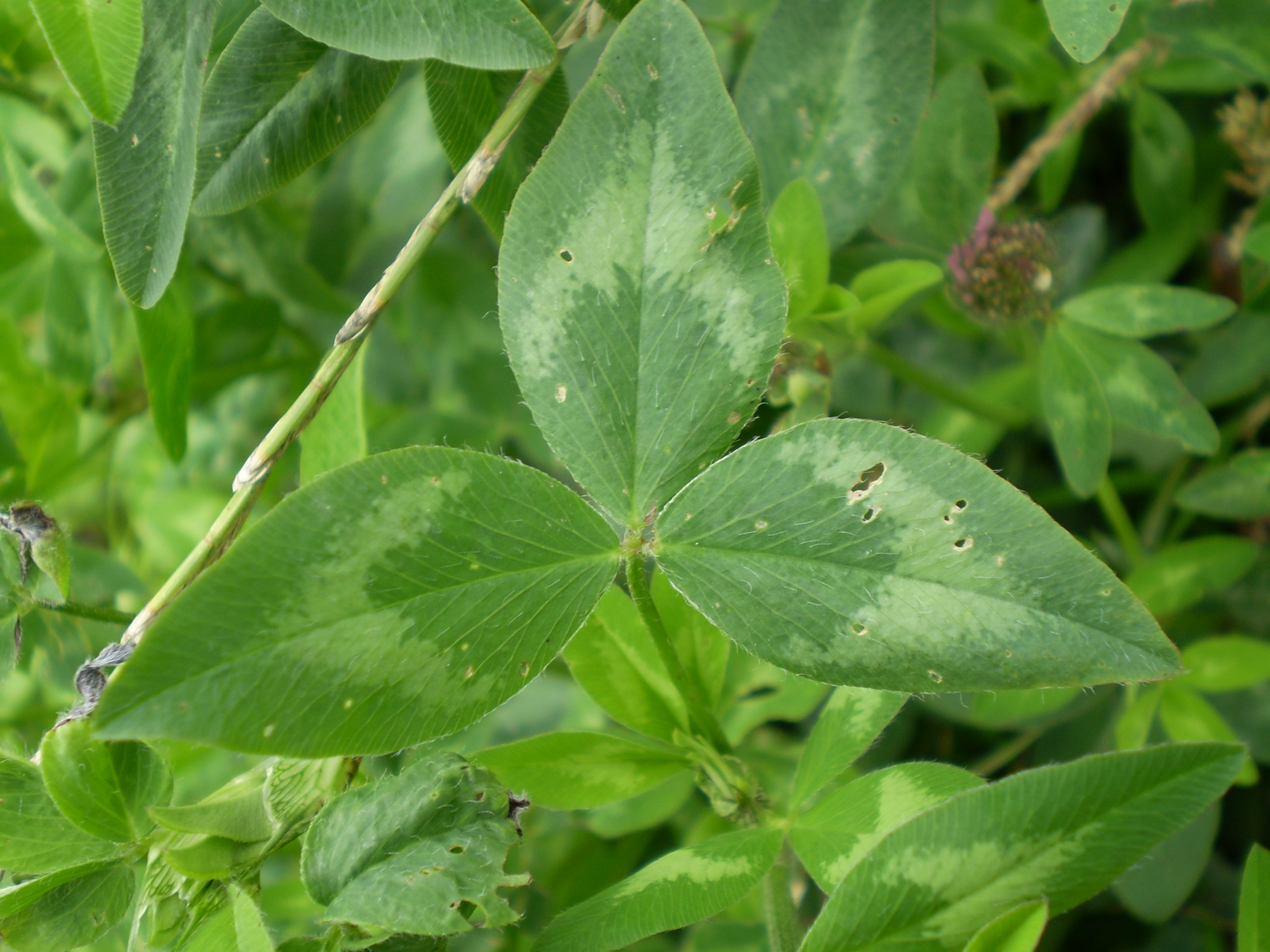
Detail list
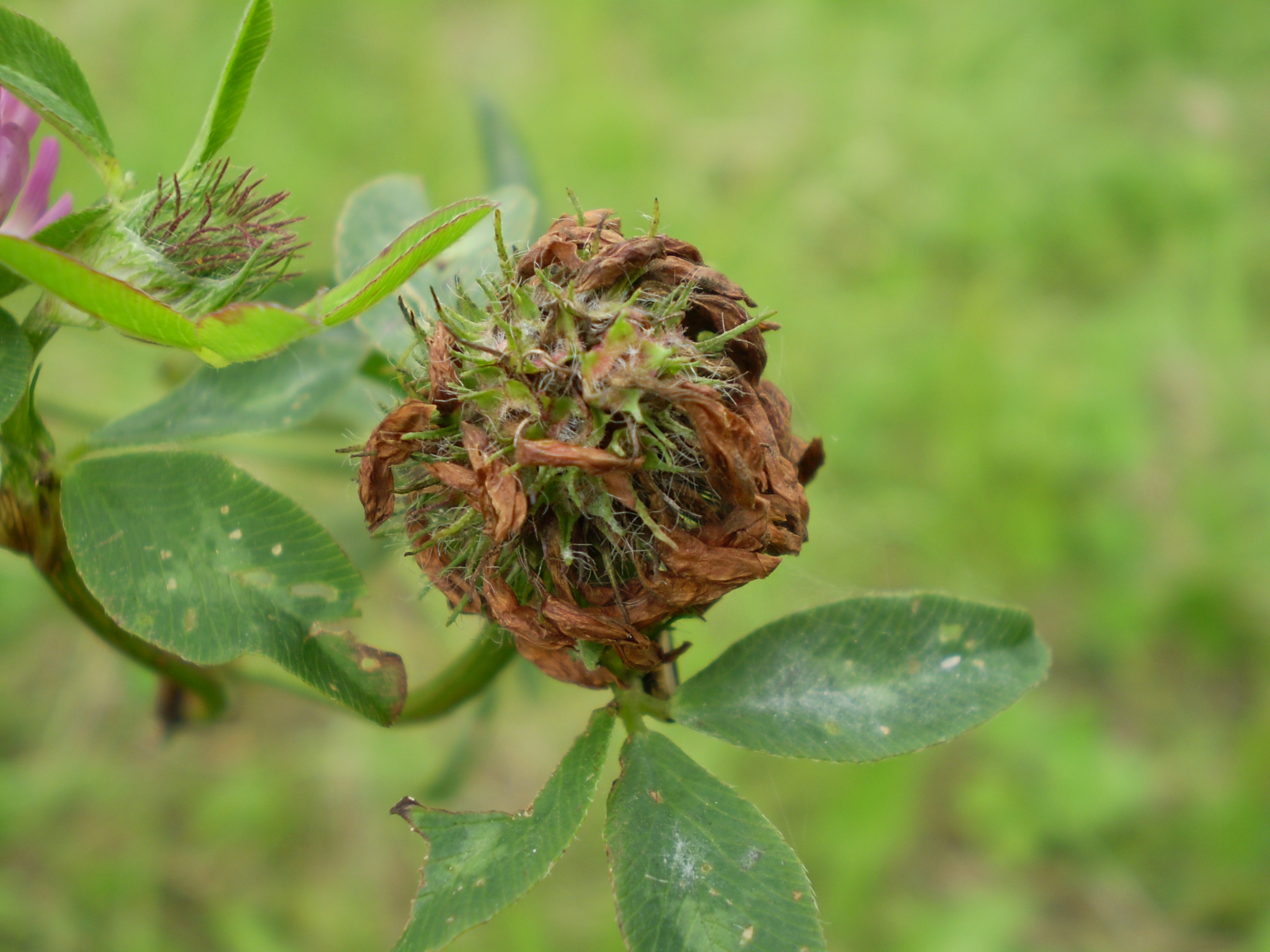
Odkvetlý jetel luční
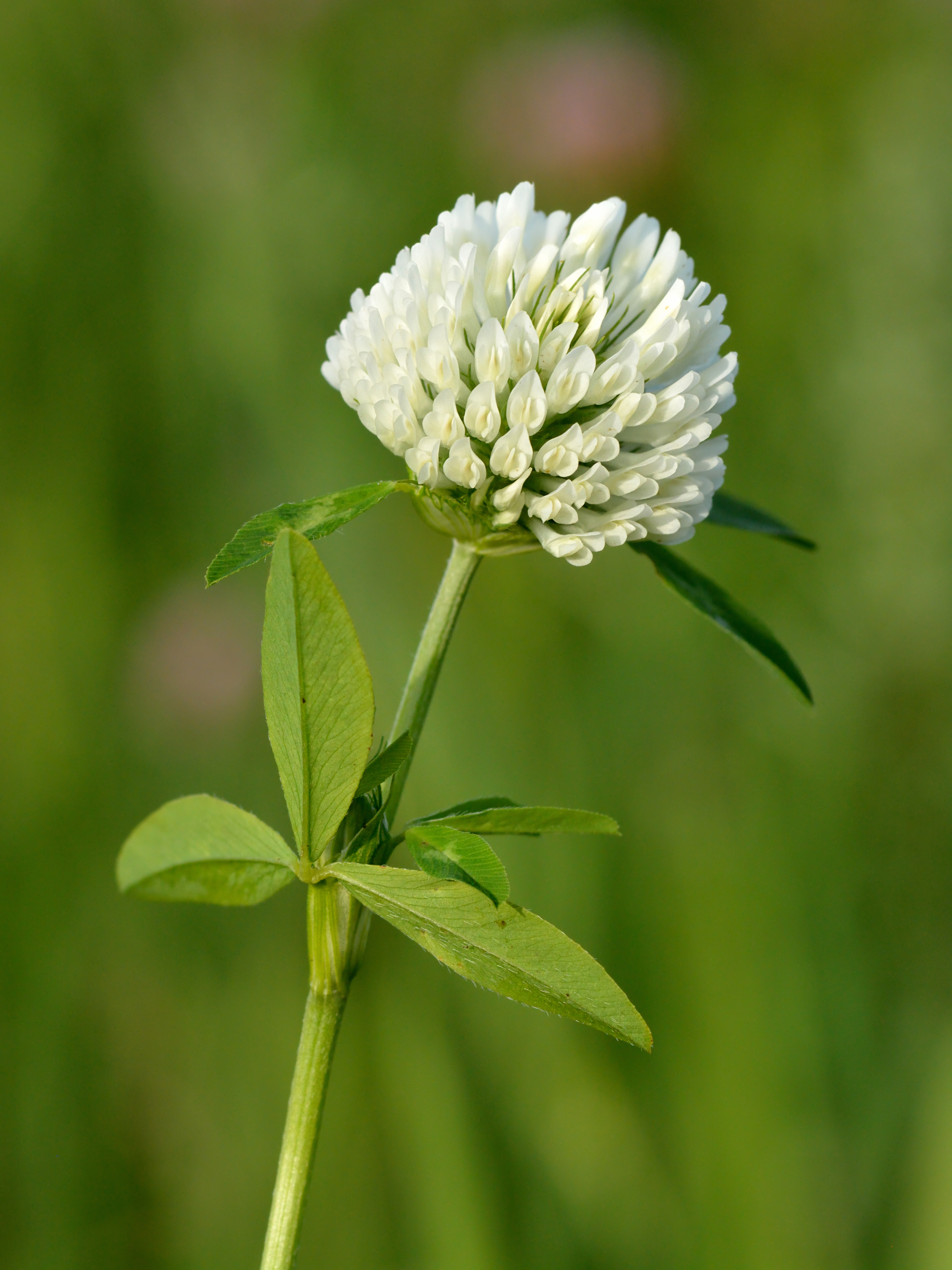
f. albiflorum

## Původ a rozšíření
Původ tohoto druhu je v Evropě a přilehlých částech Asie a Afriky. U nás se ve velkém začal pěstovat při zavedení střídavého hospodářství v 19. století. V Česku roste skoro ve všech nadmořských výškách. V době hladomoru v minulosti byly květiny používány v kaši a chlebu. Její název (Trifolium pratense) pochází z latiny a v doslovném překladu znamená trojlístek luční: „tres“ je tři, „folium“ je list a „pratense“ luční. 

## Podobné druhy
Obecně jsou si rostliny v rodě jetel podobné. Na poli se často jetel luční zaměňuje s jetelem zvrhlým (Trifolium hybridum L.), lidově nazývaným jetel švédský, který má listy bez charakteristických půlměsícovitých skvrn, a dále s jetelem prostředním (Trifolium medium).

## Využití

### Zemědělství
Jetel luční je považován za oblíbenou pícninu. Je to díky tomu, že obsahuje bílkovinné a minerální látky, proto je vyséván pro krmení dobytka. V osevních sledech má velký význam při zúrodňování půdy.

### Včelařství
Jetel luční je vynikající nektarodárná rostlina. Nektarium diploidního jetele lučního vyprodukuje za 24 hodin 0,8–0,9 mg nektaru s cukernatostí 45–63 %. Cukerná hodnota, tedy množství cukru vyprodukovaného v květu za 24 hodin, je 0,4 mg.
Nektaria tetraploidního jetele lučního za 24 hodin vytvoří 0,5–0,8 mg nektaru s cukernatostí 28–58 %. Cukerná hodnota květů je 0,57 mg. Nevýhodou jetele lučního je dlouhá trubka květu, která může včelám ztěžovat sběr nektaru.
Pylová zrna jetele lučního jsou pro včely velmi výživná. Rousky jetelového pylu jsou tmavě hnědá.
Druhový med z jetele lučního je vzácný. Včely jej mohou tvořit v suchých letech či z druhé seče jetele lučního. Je hnědě zbarvený, s výraznou vůní a příjemnou chutí, a vytváří hrubé krystaly. Nektar jetele lučního se však obvykle stává součástí smíšených letních medů.

### Lékařství
Jetel luční je známý jako léčivá bylina. Díky jeho silným desinfekčním účinkům se využívá na léčbu průjmů, zvracení a otravy jídlem. Je dobrý na detoxikaci organismu[zdroj⁠?!], kdy je přidáván do čisticích čajových směsí. Zkracuje a ulehčuje léčbu kašle, rýmy, bronchitidy, či nachlazení. Má velice příjemnou chuť, čaje z květů jetele lučního se mohou užívat i delší období.
Zmírňuje potíže spojené s menopauzou[zdroj⁠?!]. Zejména nespavost, návaly horka, pocity nevolnosti apod.[zdroj⁠?!] Hlavní využitelnou složkou jsou fytoestrogeny. Ty se mohou vázat na estrogenové receptory v lidském organizmu a projevovat se estrogenními vlastnostmi. Této vlastnosti se využívá k doplnění scházejících estrogenů u žen, které s přibývajícím věkem ztrácejí vlastní estrogeny. Pokles estrogenů v těle ženy vyvolává mnoho různých problémů jako jsou klimakterické potíže, osteoporóza, ztráta pružnosti kůže, tvorba vrásek.
Má blahodárné účinky na naší kůži. Léčí kožní problémy jako je ekzém, akné či drobná poranění kůže. Je to opět díky dezinfekčním účinkům, které urychlují hojení kůže. Z nálevu čerstvého, ale i sušeného jetele se dá připravit pleťová voda nebo koupel.

### Mystika a magie
Již po staletí lidé věří, že jim jetelový čtyřlístek přinese štěstí či osobní ochranu.
Netypická forma – čtyřlístek – je nejčastěji symbolem štěstí. I další netypická forma – dvojlístek – má svůj význam. Podle starých pověr je dvojlístek symbolem pro nového milence.

## Lidové názvy
Mezi lidové názvy patří jertel na Doudlebsku, jatel na Moravském Horácku, jetelina na Hané, lístnačka na Hanáckém Slovácku, dětělina na Lašsku (podobně jako ve slovenštině), študlek a končina (podobně jako v polštině) ve Slezsku, milostná zelinka či čtyřlístek.